# Драгомир Протић
Драгомир Протић - Војвода Драгомир (1877 — 1905) је био српски пешадијски поручник и четнички војвода из времена борби за Македонију у Старој Србији и Македонији почетком 20. века.

## Биографија
Драгомир Протић се родио у Ужицу 1877. године. Основну школу је учио у Осечини, а гимназију у Шапцу. Војну академију похађао је у Београду. У пролеће 1905. поручник Протић заједно са неколико подофицира добија задатак да се са четом војводе Владимира Ковачевића пробије до Пореча и тамо официрским кадром појача горски штаб. Циљ је био да се Скопска Црна Гора наоружа као база за операције у горњем току Вардара. У Протићев задатак спадао је и пренос великог броја пушака и муниције за наоружавање Пореча. Чета је по силаску са планине Козјак нападнута од турске војске код села Табановца. После пар сати неравноправне борбе готово цела чета је уништена а Протић је погинуо. Преосталих неколико четника се предало Турцима који су их спровели у Куманово. Пред Кумановским ућуматом заробљене четнике сачекала је бесна маса локалних муслимана и линчовала их на лицу места. По њему је једна улица у Београду, на Врачару, добила име.